# 西8丁目停留場
西8丁目停留場（日语：／ Nishi-Hatchōme teiryūjō */?）是位於北海道札幌市中央區的札幌市交通局（札幌市電車）一条線的鐵路車站。車站位於南1條通及西8丁目通之間的十字路口附近。

## 歷史
- 1918年（大正7年）8月12日 - 西8丁目站隨新路線開始營業。
- 日期不明 - 改稱為三吉神社前站。
- 1941年（昭和16年）11月21日 - 改稱為西8丁月市立醫院通站。
- 1950年（昭和25年）3月24日 - 改稱為現在的西8丁目站。

## 車站構造
車站屬於2面2線的側式月台。十字路口的東面（南1条西7丁目）為往薄野方向、而西面（南1条西8丁目）則是往西4丁目方向的月台，並且設有安全區域。

安全區域設置地面融雪系統及有蓋月台。

## 車站周邊
- 札幌南二条郵政局
- 空知信用金庫札幌分店
- 室蘭信用金庫札幌分店
- 北海信用金庫札幌分店
- 旭川信用金庫札幌分店
- 遠輕信用金庫札幌分店
- 陸奧銀行札幌分店
- 三吉神社
- 東急手創館札幌店
- 大通公園
- 札幌電視台．STV 電台總社、札幌放送局
- JOTETSU 巴士．JR北海道巴士「大通西8」站（沿北大通）
- JOTETSU 巴士．JR北海道巴士．北海道中央巴士「北1条西7丁目」站（沿北1条宮之澤）

## 相鄰停留場
札幌市交通局（札幌市電）
一條線
西4丁目（SC01）－西8丁目（SC02）－中央區役所前（SC03）

## 外部連結
- 札幌市交通局（日文）